# Idrossido di magnesio
L'idrossido di magnesio è il composto inorganico con formula Mg(OH)2. In condizioni normali è un solido bianco inodore. In natura è presente come minerale brucite. È un composto di notevole importanza industriale. In forma di sospensione in acqua è spesso chiamato latte di magnesia o magnesia, ed è usato in medicina come antiacido e lassativo.

## Storia
Nel 1818 un inventore statunitense di nome John Callen ricevette un brevetto (N. X2952) per un liquido medicinale alla magnesia.
Nel 1829 Sir James Murray usò un liquido alla magnesia di sua invenzione per curare il Lord luogotenente d'Irlanda Henry William Paget, I marchese di Anglesey. La cura fu così efficace che Murray fu nominato medico ufficiale di Anglesey e dei due successivi Lord luogotenenti, e divenne anche cavaliere. Il suo liquido alla magnesia fu brevettato nel 1873, due anni dopo la sua morte.
Il termine "latte di magnesia" fu usato per la prima volta nel 1880 per una sospensione acquosa bianca, leggermente alcalina, fatta da Charles Henry Phillips con idrossido di magnesio (circa 8% p/v). Il prodotto era venduto per uso medico con la marca "Phillips' Milk of Magnesia". Attualmente (2013) i marchi "Milk of Magnesia" e "Phillips' Milk of Magnesia," risultano posseduti dalla Bayer.

## Struttura
La struttura cristallina della brucite è tipo CdI2, caratterizzata da una struttura cristallina esagonale, gruppo spaziale P3m1, con costanti di reticolo a = 315 pm e c = 477 pm, una unità di formula per cella elementare. Gli anioni idrossido formano un impacchettamento esagonale compatto, mentre i cationi magnesio occupano i siti ottaedrici riempiendo strati alternati (uno strato sì e uno no).

## Sintesi
La maggior parte dell'idrossido di magnesio è prodotto da acqua di mare o da salamoie. In questi processi occorre dapprima rimuovere lo ione bicarbonato per evitare la precipitazione del carbonato di calcio assieme all'idrossido di magnesio. Successivamente l'idrossido di magnesio è precipitato per aggiunta di una base forte. In genere si usano idrossido di calcio (reazione 1), calce o calce dolomitica (reazione 2).
(1) Mg2+ + Ca(OH)2 → Mg(OH)2 + Ca2+
(2) Mg2+ + CaO•MgO + 2H2O → 2Mg(OH)2 + Ca2+
In laboratorio si può ottenere idrossido di magnesio trattando una soluzione di un sale solubile di magnesio con una base forte come l'idrossido di sodio:
Mg2+ + 2OH– → Mg(OH)2

## Reattività
Mg(OH)2 è scarsamente solubile in acqua, dove si comporta come una base debole. Sopra i 350 °C perde acqua e forma l'ossido:
Mg(OH)2 → MgO + H2O
Inoltre il composto viene usato come medicinale antiacido grazie alla sua propensione a reagire con l'acido cloridrico, formando cloruro di magnesio e acqua.
Mg(OH)2 + 2 HCl → MgCl2 + 2 H2O
Questo composto in presenza di tiazolo (noto anche come giallo tiazolo) precipita colorando la soluzione di rosso.

## Usi
La maggior parte dell'idrossido di magnesio è usata nell'industria della carta. Inoltre, viene usato per produrre magnesio metallico e altri composti di magnesio tra i quali MgO, MgCl2 e MgSO4. È usato anche in altri campi industriali per la fabbricazione di ceramiche, farmaci, materie plastiche, ritardanti antifiamma, e per il trattamento delle acque reflue. In medicina è usato come antiacido e lassativo. Nell'Unione europea è omologato come additivo alimentare con il numero E528.

## Tossicità / Indicazioni di sicurezza
L'idrossido di magnesio è disponibile in commercio. Il composto è irritante per gli occhi, le vie respiratorie e la pelle. Non ci sono evidenze di effetti cancerogeni.